# Berliner Bibliophilen Abend

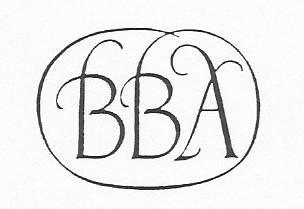
Logo des Berliner Bibliophilen Abends, Version ab 1993, Entwurf Andreas Brylka

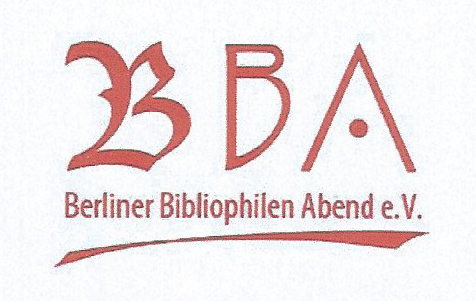
Logo des Berliner Bibliophilen Abends, Version ab 2018

Der Berliner Bibliophilen Abend ist eine regionale Vereinigung von Bibliophilen und Sammlern. Zweck des Vereins ist die Pflege und Förderung des Verständnisses für das gute und schöne Buch.

## Geschichte
Nachdem am 1. Januar 1899 die Gesellschaft der Bibliophilen und als Ortsverein 1904 der Leipziger Bibliophilen Abend gegründet worden waren, berief Fedor von Zobeltitz für den 12. Januar 1905 eine große Anzahl von Berliner Bücherfreunden zur Gründungsversammlung des Berliner Bibliophilen Abends ein. Anwesend waren 27 Teilnehmer. Es wurde ein Vorstand gewählt, bestehend aus Fedor von Zobeltitz als Vorsitzender, Gotthilf Weisstein als Stellvertreter, Martin Breslauer als Schatzmeister und Ernst Frensdorff als Schriftführer. Es wurden monatliche Treffen vereinbart, bei denen die Teilnehmer interessante Bücher und Dokumente vorstellten, woraus sich dann lebhafte Diskussionen ergaben.
Geselligkeit war ein wichtiger Vereinszweck, es sollten persönliche Bekanntschaften entstehen und Freundschaften sollten sich entwickeln. Frauen durften nicht Mitglieder des Vereins werden. Mehrfache Anträge, auch Frauen zuzulassen, wurden stets mehrheitlich abgelehnt. Die Lockerheit dieser Zusammenkünfte führte dazu, dass viele Jahre lang keine Satzung erstellt wurde. Dies geschah erst im Jahre 1918. Das erste Mitgliederverzeichnis stammt aus dem Jahr 1921. Im Jahr 1913 übernahm Flodoard von Biedermann den Vorsitz, Schatzmeister wurde Paul Graupe und Schriftführer Ernst Rowohlt. Ab 1910 begann das Vereinsleben zu erlahmen, zu den Veranstaltungen kamen immer weniger Teilnehmer. Am 22. November 1913 richtete der Vorstand einen dringenden Appell an die Mitglieder, im Verein aktiver mitzuarbeiten, damit der Verein nicht gezwungen sei, sich wegen mangelnder Teilnahme aufzulösen.
Die Jahre 1931 und 1932 werden als Höhepunkte des Vereinslebens angesehen.
Mit dem Jahr 1933 und mit der Machtübergabe an die Nationalsozialisten begann eine Periode des Niederganges. Der Verein wurde vor die Frage gestellt, ob er sich auflösen oder ob er sich von seinen jüdischen Mitgliedern trennen wollte. Der Verein wählte die letztere Alternative. Die jüdischen Bibliophilen versammelten sich fortan in Privatwohnungen und nannten sich „Bibliophile Freunde“. Am 28. September 1933 wurde der Verein mit dem Reichskulturkammer-Gesetz unter dem Dach der Gesellschaft der Bibliophilen der Reichsschrifttumskammer eingegliedert. Er setzte die Reihe seiner Veranstaltungen zunächst unter dem Vorsitz von Lothar von Biedermann und ab 1934 unter dem Vorsitzenden Richard von Kehler fort. Mit dem Ende des Erscheinens der Zeitschrift für Bücherfreunde 1936 endet auch die Berichterstattung über die Tätigkeiten des Vereins.

## Neubeginn
Nach dem Ende des Zweiten Weltkriegs waren Gerd Rosen, Wolf Meinhard von Staa und Maximilian Müller-Jabusch in Berlin um die Wiederbelebung des Vereins bemüht. Am 14. April 1954 wurde der Verein neugegründet, den Vorsitz übernahm Wolf Meinhard von Staa. Neben monatlichen Zusammenkünften mit Vorträgen, Ausstellungs- und Sammlungsbesuchen gab es alle zwei Jahre eine Jahreshauptversammlung.
Von 1960 bis 1977 war Wieland Schmidt Vorsitzender. Unter seiner Mitwirkung wurde auf der Jahreshauptversammlung vom 15. Februar 1967 beschlossen, dass auch Frauen Mitglieder werden können. Die alte Tradition der Jahresgaben wurde fortgesetzt, daneben gab es zahlreiche Privatdrucke, die den Mitgliedern als Spende überreicht wurden. Ab 1977 waltete Erich Barthelmes als Vorsitzender, er gab diese Funktion an Werner Schuder weiter.
Seit 1980 ist der Berliner Bibliophilen Abend ein eingetragener Verein mit gemeinnützigen Zielen und Zwecken. Zurzeit hat der Verein etwa 25 Mitglieder, Vorstandsvorsitzender ist seit Juni 2023 Abel Doering.